# Мистерија Плавог воза
Мистерија Плавог воза је детективски роман британске списатељице Агате Кристи први пут објављен у Великој Британији од стране издавачке куће "Вилијам Колинс и синови" 29. марта 1928. године, а у Сједињеним Америчким Државама од стране издавачке куће "Dodd, Mead and Company" касније у исте године. Британско издање се продавало по цени од седам шилинга и шест пенија, а америчко издање по цени од 2 долара. У књизи се појављује њен детектив Херкул Поаро.
Роман приказује убиство америчке наследнице које се догодило у "Плавом возу". У роману је уведено измишљено село Сент Мери Мид.

## Радња
Поаро се укрцао на "Плави воз" за Француску ривијеру. Укрцала се и Кетрин Греј која ће провести прву зиму ван Енглеске након што је недавно добила местимично велико наследство. У возу, Грејева упознаје Рут Кетеринг, америчку наследницу која напушта несрећни брак како би се састала са својим љубавником. Следећег јутра, Рут је пронађена мртва у свом купеу, жртва дављења. Откривено је да недостаје чувени рубин "Ватрено срце" који је Рут недавно поклонио њен отац. Рутин отац, амерички милионер Руфус ван Алдин и његов тајник мајор Најтон убеђују Поароа да преузме случај. Рутина слушкиња Ада Мејсон каже да је видела човека у Рутином одељку, али није могла да види ко је он. Полиција сумња да је Рут љубавник, гроф де ла Рош, убио и украо рубин, али Поаро не мисли да је гроф крив. Сумњичав је према Рутином мужу, Дереку Кетерингу, који је био у истом возу, али тврди да није видео Рут. Кетрин каже да је видела Дерека како улази у Рутин купе. Даља сумња је бачена на Дерека када је тамо пронађена табакера са словом "К".
Поаро истражује и открива да убиство и крађа драгуља можда нису повезани јер је славни крадљивац драгуља Маркиз повезан са злочином. На крају, плесачица Мирел, која је била у возу са Дереком, говори Поароу да је видела Дерека како напушта Рутин купе отприлике у време када се убиство догодило. Дерек је тада ухапшен. Сви су уверени да је случај решен, али Поаро није сигуран. Он више истражује и сазнаје више података, разговара са својим пријатељима и са Кетрин и на крају долази до истине. Он тражи од ван Алдина и Најтона да пођу с њим у Плави воз да реконструишу убиство и говори им да је Ада Мејсон у ствари Кити Кид, позната имитаторка и глумица мушких ликова. Кетрин је видела како је мислила да је мушкарац сишао с воза, али то је у ствари била Мејсонова. Поаро је схватио да је Мејсонова једина особа која је видела некога са Рут у купеу па је ово могло бити лаж. Он открива да је убица и саучесник Мејсонове Најтон који је заиста Маркиз. Такође каже да слово "К" на табакери није од „Кетеринг“ већ од „Најтон“ (на енглеском се "Најтон" пише "Knighton"). Пошто је Најтон наводно био у Паризу, нико не би посумњао у њега. Дерек је ипак ушао у купе да разговара са Рут кад је видео да је у возу, али је отишао кад је видео да спава. Полиција тада хапси Најтона и случај је затворен.

## Ликови
- Херкул Поаро
- Руфус ван Алдин, амерички милионер, Рутин отац
- Рут Кетерингг, ван Алдинова ћерка јединица и Дерекова жена
- Племић Дерек Кетеринг, ван Алдинов зет и Рутин супруг
- Мирел, паришка плесачица и Дерекова љубавница
- Мајор Ричард Најтон, ван Алдинов тајник
- Ада Мејсон, собарица Рут Кетеринг
- Гроф Арман де ла Рош, Рутин бивши љубавник
- Месје Кареж, француска полиција
- Инспектор Кокс, француска полиција
- Господин Гоби, Руфусов доушник
- Кетрин Греј, бивша дружбеница недавно преминуле госпође Харфилд која је све своје богатство оставила Кетрин
- Др. и госпођа Харисон, Кетринини добри пријатељи у селу Сент Мери Мид
- Виконтеса Розали Тамплин, Кетринина сестра од тетке и власница виле на Ривијери
- Племкиња Ленокс Тамплин, ћерка леди Тамплин
- Чарлс "Чаби" Еванс, много млађи супруг леди Тамплин
- Господин Папополус, трговац накитом и Поароов познаник
- Зиа Папополоус, његова ћерка
- Пјер Мишел, пратилац воза[5]
- Џозеф Аронс, Поароов познаник и стручњак за људе са „драмским занимањем“

## Утицај и значај
Радња романа заснована је на краткој причи са Поароом из 1923. године „Плајмаут експрес“ (касније прикупљена у збиркама У запећку и друге приче у САД-у 1951. године и Поароови рани случајеви у Великој Британији 1974. године).
У овом роману се први пут помиње измишљено село Сент Мери Мид које се првобитно појавило у причи "Клуб Уторком увече" објављеној у децембру 1927. године која је била прва кратка прича о детективки Кристијеве госпођици Марпл. Ту се и први пут појављује и споредни епизодни лик господин Гоби који се касније појавио у романима После сахране и Трећа девојка. У књизи се први пут појавио и Поаровов батлер Џорџ.
Неколико месеци након објављивања овог романа, плодни француски писац Артур Бернеде објавио је књигу "Мистерија Плавог воза" крајем 1928. године. Загонетка пустоловина са популарним Бернедеовим детективком Шантеком смештена је у Париз, а радња је потпуно другачија. Чини се, међутим, вероватно да се Бернеде надао да ће имати користи од Поарове популарности.

## Књижевни значај и пријем
Часопис Књижевни додатак дао је много позитивније реаговање на књигу од Кристијеве саме у свом издању од 3. маја 1928. Након препричава поставке приче рецензент закључује: "Читалац неће бити разочарани када је истакнути Белгијанац из психолошких разлога одбио да сумња у ухапшеног мужа и, поступајући по предлогу ружне девојке која непрестано исмејава своју безобразну мајку, гради закључке готово из ваздуха, подржава их мајсторским низом негативних доказа и хвата рибу на изненађење свих“.
Преглед часописа Књижевни преглед од 12. августа 1928. каже: "Номинално Поаро се пензионисао, али му одлазак у пензију не значи ништа више него примадони. Када му нека добра загонетка убиства дође у обзир, он једноставно не може да се држи даље од тога."
Британски криминалистички писац и критичар Роберт Барнард изјавио је: "Најмање омиљена прича Кристијеве са којом се борила непосредно пре и после нестанка. Међународно окружење омогућава добро и разнолико читање, али постоји мноштво француских ученица шестог разреда и неки штетни утицаји трилера. Постоји неколико сочнијих кандидата за звање „најгоре од Кристијеве“.

## Помињања и алудирања
Један од ликова у роману Смрт на Нилу препознаје Поароа због његовог учешћа у роману Мистерија Плавог воза: Госпођица ван Шајлер је рекла: "Тек сам схватила ко сте, господине Поаро. Могу вам рећи да сам чула за вас од свог старог пријатеља Руфуса ван Алдина". Та реченица је задржана и у епизоди иако је прво емитована епизода "Смрт на Нилу".
Насловни Плави воз поново се појављује у роману Трагедија у три чина где се Поаро укрцава на воз са сер Чарлсом Картврајтом како би се вратио у Енглеску.

## Прилагођавања

### Телевизија
Екранизација романа је емитоване 2006. године као посебна епизода серије Поаро коју је ИТВ емитовао 1. јануара, а у насловној улози нашао се Дејвид Сачет. У епизоди су такође играли и Роџер Лојд-Пак као инспектором Кокс, Џејмс Д'Арси као Дерек Кетеринг, Линдзи Данкан као леди Тамплин, Алис Ив као Ленокс и Елиот Гулд као Руфус ван Алдин.
Епизода "Мистерија Плавог воза" укључује неколико измена у односу на роман.
- Месје Кареж, Господин Гоби, др. и госпођа Харисон, Господин и Зиа Папополус, Пјер Мишел и Џозеф Аронс не појављују се у екранизацији.
- Чарлсу "Чабију" Евансу име је промењено у Корки.
- Рутин љубавник путује са њом возом, а обоје беже од њеног мужа. Леди Тамплин, Корки и њена ћерка Ленокс такође путују Плавим возом.
- Рут се спријатељила са Кетрин Греј и мењају купее, а када је Рут убијена, а лице јој унакажено, Поаро нагађа да је можда жртва требало да буде Кетрин.
- Рутин отац Руфус има супругу која је полудела након Рутиног рођења и којој је он обезбедио негу у самостану где је постала монахиња.
- Додати су нови ликови. У једном тренутку, једна путница, која је случајно Руфусова љубавница, посећује његову жену, а ова грешком мисли да је она Рут.
- Ада Мејсон покушава да убије Кетрин јер се Најтон заљубио у њу због чега је она била љубоморна, али Ленокс скаче на њу и гризе је за врат.
- На крају епизоде, убица мајор Ричард Најтон извршио је самоубиство бацивши се под воз због чега га није ухапсила француска полиција као у роману.
- Корки проналази рубин и даје га леди Тамплин.
- На крају, Кетрин изражава жељу за путовањем рекавши да намерава да иде "Оријент-експресом" из Беча и пита Поароа да ли се возио тим возом, а он каже да није. Међутим, помало наговештавајући, Поаро каже да би хтео једног дана да вози "Оријент-експресом" док Кетрин говори о романси воза.
- За разлику од књиге, чини се да је радња филма крајем 1930 -их, с обзиром на музичке стилове међу којима је и песма „Sing, Sing, Sing (With a Swing)“ као и на приказ одеће и фризура.

### Радио
Роман Мистерија Плавог воза прилагођен је за ББЦ Радио 4, а Морис Денам тумачио је Поароа. Екранизација је емитована у шест делова од 29. децембра 1985. до 2. фебруара 1986. Ово је било прво прилагођавање неког од дела са Поароом за ББЦ Радио.

### Графички роман
Роман Мистерија Плавог воза издавачка кућа "HarperCollins" објавила је као графичко прилагођавање романа 3. децембра 2007. године који је прилагодио и илустровао Марк Пискик ( 0-00-725060-6). Роман је преведен из издања које је издавачка кућа "Emmanuel Proust éditions" први пут објавила у Француској 2005. године под насловом Le Train Bleu.